# 殘酷世界
《殘酷世界》（義大利語：Africa Addio）是一部1966年意大利殘酷紀錄片，由瓜爾蒂耶羅·亞科佩蒂和佛朗哥·E·普羅斯佩里联合导演、剪辑和编写，里兹·欧特拉尼配乐。亞科佩蒂和普羅斯佩里在1962年作為《非人生活》的導演而聲名鵲起（與保羅·卡瓦拉聯合導演）。
《殘酷世界》記錄了非洲殖民時代的結束，以及隨之而來的暴力和混亂。這部電影取得了巨大的成功，证明了以骇人的主題為特色的所謂“殘酷紀錄片”流派的生存能力。這部電影因其內容的爭議而毁誉参半，但仍被認為是紀錄片製作史上非常重要的一部電影。

## 内容
旁白（瓜爾蒂耶羅·亞科佩蒂）解釋了影片的目的：记录非洲在去殖民化之后发生的巨大变化，并展示欧洲人从非洲大陆撤出之后即刻发生的动荡。旁白指出，影片不会告诉观众对这些事件的看法，而是希望观众对他们所看到的东西做出自己的判断。
在撒哈拉以南非洲的某个地方，当地人庆祝英国人放弃了控制权，允许他们建立自己的政府。庆祝活动以烟花开始，但以当地的暴徒破坏那些来自欧洲国家或尚未获得独立的非洲殖民地的进口商品结束，如葡萄牙的鸡蛋和南非的橙子和啤酒。
在肯尼亚，我们看到了茅茅起義的镜头。其中一名茅茅人因杀害一整个白人农民家庭及其员工而被捕。大屠杀之后，100名茅茅人来到农场，折磨动物并吃人。出于怜悯，幸存的动物被安乐死了。罪行的组织者被判处终身苦役。
在白高地地区，由于没有政府保护，许多白人农民不愿意留在当地，他们亏本出售农场，准备永远离开非洲大陆。他们家的草坪和花园随后被新主人用铲车推平，以便改造成农田。死去的房主的棺材被挖出来，家人把他们带到另一个大陆上重新埋葬。
偷猎者大军来到疏林草原，现在那里已经不再作为野生动物保护区保护起来。数以百计的动物，包括许多大象，因其皮毛和象牙而被杀害。英国人仍然尽力保护野生动物，他们迁移野生动物保护区，并为因偷獵者而成為孤兒的受伤小动物提供医疗服务。有一次偷猎行动被当局制止，他们发现偷猎者用手榴弹杀死了300头小象。出於健康原因，當局必須焚燒偷獵者殺死和留下的數百隻腐爛的動物尸体，主要是斑马和瞪羚。

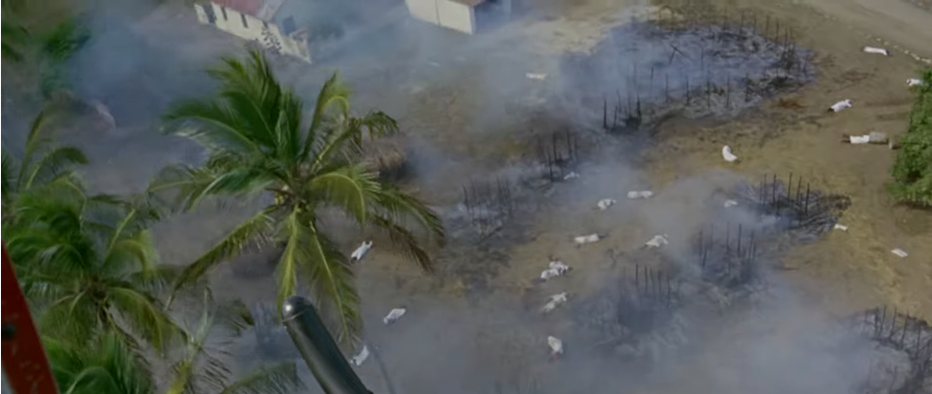
《殘酷世界》桑給巴爾一個被燒毀的阿拉伯村莊

在桑給巴爾革命期间，叛乱分子杀害了大批阿拉伯平民，以報復蘇丹國一千年前对他们的壓迫。攝製組從坦噶尼喀抵達桑給巴爾想要降落，但未獲准。不过最终他们还是成功降落，但遭到枪击，最后勉强再次起飞并逃脱。載有三名德國記者的另一架飛機则未能逃脫，飛機被燒毀。
1964年1月18日至20日，桑给巴尔发生了一场种族灭绝，一队队被俘的阿拉伯平民在枪口下被押往一个地方，将被行刑队射杀。从一架直升机上拍摄到了无数人的尸体，有些被埋在乱葬岗上，其他大多数则散落在地面上。旁白证实，这段录像是证明这一种族灭绝行为曾经发生过的唯一档案。整村的阿拉伯人都在向大海迁徙，想要逃离这场灾难，但僅有極少數的人能搭上海灘邊寥寥無幾的船隻，無法离开岛屿。第二天，电影制作人再次飞越該海滩，发现那裡佈滿了昨天被困在海边的村民們的尸体。这场种族屠杀夺去了大约5000名阿拉伯和南亞裔平民的生命（事后估计多达20000人）。
在聖塞巴斯蒂昂要塞（莫桑比克岛上由瓦斯科·達伽馬沿莫桑比克海岸建造的堡壘之一），葡萄牙士兵参加天主教弥撒并接受圣餐，而大陆上的游击队叛军则在晨雾中犹豫不决地行进。在安哥拉独立战争期间，葡萄牙士兵在森林中为叛军游击队设置了陷阱。旁白痛苦地感叹，葡萄牙人一直努力让非洲黑人融入社会，而葡萄牙定居者却反过来遭到仇恨和迴避。
1964年1月卢旺达布格塞拉入侵事件中，图西人被班圖人叛军追击。在两个月内，班图人屠杀了18000名图西人。在卡蓋拉河畔，当局在一棵被用作临时砧板的树附近发现了54只被砍下的手。25名班图族游击队员因这一令人发指的罪行被逮捕。尸体通过河水漂到下游，渔民们连续几天努力清除尸体，以免他们的饮用水受到污染。尸体被移到海滩上，在万人坑中被烧毁。成千上万的难民试图逃往乌干达。

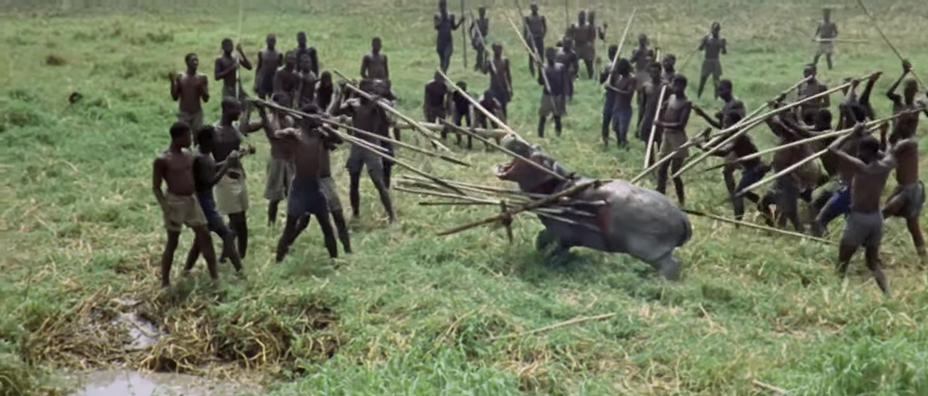
《殘酷世界》在禁獵區獵殺一隻以前受保護的河馬

1964年2月25日拂晓，在乌干达，英国人再次离开后，非洲政府宣布国家公园将用于狩猎，“收割行动”开始了。无数以前受保护的动物被猎杀，以获取牠们的肉。1964年3月25日，在默奇森瀑布国家公园，大象被猎杀。
1964年4月3日，在伊丽莎白女王国家公园，河马被猎杀，数百个河马头骨散布在海滩上。为了阻止秃鹰的蔓延，腐烂的尸体被用手榴弹炸毁。
在坦噶尼喀巴加莫約，许多阿拉伯人被杀，以至于停尸房里尸横遍野，尸体不得不被放在街上。在达累斯萨拉姆，尼雷尔总统已经躲起来了，因为叛变的军队已经占领了这座城市。阿拉伯人的商店和房屋被暴乱的平民摧毁，阿拉伯人并排靠在墙边被枪杀。一名阿拉伯人试图逃到海里，却被暴徒淹死了。不久之后，电影制作人被粗暴地拖出汽车，士兵准备射杀他们，但当士兵看到电影制作人的意大利护照时，他们被释放了，因为他们“不是白人，是意大利人”。
1964年6月26日，在刚果内战期间，加丹加国的前流亡总统莫伊兹·冲伯回到了利奥波德维尔，并承诺通过领导辛巴叛亂来解决刚果的政治局势。叛军用弓箭武装起来，并相信一种神奇的咒语能使他们不受敌人子弹的伤害，在嗑药的情况下与比利时人开战，结果被屠杀了。
1964年11月24日，冲伯占领斯坦利维尔五个月后，在紅龍行動中，320名比利时伞兵在十分钟内夺回了城市，七千名叛军逃亡。伞兵和白人雇佣兵强迫叛军埋葬大屠杀的受害者，这场大屠杀导致12000名黑人“革命敌人”被折磨、杀害和吃掉，80名儿童被活活烧死，74名白人被杀害，4名白人护士被强奸。此外，9名修女、7名传教士和4名白人儿童被绑在一起，从口部被枪杀，肝脏被吃掉。数以千计的白人平民被比利时人和用美国飞机运送的雇佣兵救出，非洲政府指责美国人非法干涉其事务。
在刚果和苏丹边境斯坦利维尔东北部的一个天主教传教所，100多名修女、牧师和儿童被一伙控制伊图里雨林的叛军扣押。他们承诺，如果有人试图营救，他们就会杀死人质。最后虽然政府没有试图营救，但整个教团还是被屠杀了。
1964年10月22日，罗得西亚军队和雇佣兵袭击博恩代，从打算杀死所有人的叛军手中解放了一座修道院。一名活活烧死27名儿童的辛巴族叛军被行刑队立即处决。不久之后，冲伯回到了流亡地。
影片最后拍摄了南非種族隔離制度。影片结束时，旁白讲述了好望角上南非企鹅的故事，牠们所处的冰块融化，导致牠们最終被困在非洲。现在，這些企鵝在陌生的土地上成了陌生人，隨著黑色大陸變得越來越熱，對牠们的敵意越來越大，這些企鵝需要努力在洶湧的海水中生存下來。